# Лео Лозерт
Лео Лозерт (нім. Leo Losert, 31 жовтня 1902 — 22 жовтня 1982) — австрійський академічний веслувальник.
Бронзовий призер Олімпійських Ігор 1928 року в складі парної двійки.